# Metalectra miserulata
Metalectra miserulata är en fjärilsart som beskrevs av Augustus Radcliffe Grote 1882. Metalectra miserulata ingår i släktet Metalectra och familjen nattflyn. Inga underarter finns listade i Catalogue of Life.